# Takahasi Júki (birkózó)
Takahasi Júki (japánul: 高橋侑希) (1993. november 29. –) japán szabadfogású birkózó. A 2018-as birkózó-világbajnokságon a bronzérmet nyert az 57 kg-os súlycsoportban, szabadfogásban. 2017-ben világbajnoki aranyérmet szerzett a férfiak 57-kg-os súlycsoportjában, szabadfogásban. 2018-ban az Ázsia Játékokon bronzérmet nyert. 2017-ben az Ázsia Bajnokságon aranyérmes lett 57-kg-os súlycsoportban. 2010-ben az Ifjúsági Olimpiai Játékokon aranyérmet szerzett.

## Sportpályafutása
A 2018-as birkózó-világbajnokságon a bronzmérkőzés során még nem derült ki, hogy ki lesz az ellenfele.